# Paulo Afonso Santos Júnior
Paulo Afonso Santos Júnior, también conocido como Paulão (nacido el 6 de mayo de 1982), es un  exjugador brasileño de fútbol que actualmente juega en el Atlético San Luis de Ascenso MX.

## Trayectoria
Nació en Lagoa Santa, en el Estado de Minas Gerais, Paulão comenzó a jugar con el equipo local del Clube Atlético Mineiro, trasladándose después de tres temporadas al América Mineiro. En  2006, compitió con la Sociedade Esportiva do Gama en el  Serie B.
En el verano de 2006 se trasladó a Europa, fichando por el Associação Naval 1º Maio, hizo su debut en la competición el 10 de septiembre de 2006, jugando los 90 minutos en un partido que terminó 2-1 con victoria frente a Académica de Coimbra. Durante su estancia en este equipo fue un titular indiscutible desde el inicio, seis  goles en el campeonato de liga de primera división. En 2009 es la temporada, es traspasado al S.C. Braga. En su primera temporada, sólo jugó en siete partidos de Liga, pero en  la temporada siguiente jugó 34 partidos oficiales. 
En el verano de 2011, firmó con el AS Saint-Étienne de Francia, sin embargo en diciembre de 2011 fue cedido al Real Betis Balompié.En el verano de 2012, una vez finalizada la liga y confirmada la permanencia del Real Betis en primera, estos, tras la más que magnífica temporada realizada por el central brasileño, firmó por tres temporadas más con el Real Betis Balompié, con opción a una cuarta temporada si fuera necesario. El 22 de septiembre de 2012, en un encuentro frente al RCD Español, Paulao entró en la historia del Betis, marcando el gol número 2.000 del conjunto verdiblanco en Primera División.
Tras una temporada bastante mala de casi toda la plantilla del Real Betis, el descenso de categoría y una pésima actuación del central en Vallecas contra el Rayo, en la que se metió dos goles en propia puerta y pidió el cambio, más las críticas de su afición en forma de insultos racistas hizo que se rescindiera su contrato por ambas partes.

## Clubes
| Club                     | País     | Año         | Partidos | Goles |
| ------------------------ | -------- | ----------- | -------- | ----- |
| Atlético Mineiro         | Brasil   | 2001 - 2004 | 26       | 0     |
| América Mineiro          | Brasil   | 2005        | ¿?       | ¿?    |
| CR Vasco da Gama         | Brasil   | 2006        | 11       | 1     |
| Associação Naval 1º Maio | Portugal | 2006 - 2009 | 84       | 6     |
| Sporting de Braga        | Portugal | 2009 - 2011 | 26       | 3     |
| Saint-Étienne            | Francia  | 2011        | 17       | 0     |
| Real Betis Balompié      | España   | 2012 - 2014 | 65       | 3     |
| Atlético San Luis        | México   | 2015        | 10       | 2     |
| SC Olhanense             | Portugal | 2017        | 6        | 1     |